# The Musical Quarterly
The Musical Quarterly es la revista académica sobre música más antigua de Estados Unidos. Originalmente fundada en 1915 por Oscar Sonneck, la revista fue editada por Sonneck hasta su muerte en 1928. Sonneck fue sucedido por una serie de editores, incluyendo a Carl Engel (1930-1944), Gustave Reese (1944-45), Paul Henry Lang, que editó la revista durante más de 25 años, de 1945 a 1973, Joan Peyser (1977-84), Eric Salzman , quien se desempeñó como editor de 1984 a 1991, y varios otros.
Desde 1993, The Musical Quarterly ha sido editado por Leon Botstein, presidente de Bard College y director principal de la American Symphony Orchestra. Es publicada por Oxford University Press.